# Andrea Berloff
 (octobre 2015).
Si vous disposez d'ouvrages ou d'articles de référence ou si vous connaissez des sites web de qualité traitant du thème abordé ici, merci de compléter l'article en donnant les références utiles à sa vérifiabilité et en les liant à la section « Notes et références ».
Andrea Berloff est une scénariste, comédienne et productrice américaine. Elle a notamment écrit le scénario du film d'Oliver Stone World Trade Center. En 2015, elle a coécrit le scénario du biopic NWA : Straight Outta Compton sur le groupe NWA.

## Filmographie
Sauf indication contraire, les informations mentionnées dans cette section peuvent être confirmées par la base de données cinématographiques IMDb,  présente dans la section « Liens externes ».

### Réalisatrice
- 2019 : Les Baronnes (The Kitchen)

### Scénariste
- 2006 : World Trade Center d'Oliver Stone
- 2015 : NWA: Straight Outta Compton (Straight Outta Compton) de F. Gary Gray
- 2016 : Blood Father de Jean-François Richet
- 2017 : Sleepless de Baran bo Odar
- 2019 : Les Baronnes (The Kitchen) d'elle-même
- 2023 : The Mother de Niki Caro